# Famille Everaerts
Ne doit pas être confondu avec la famille Everardi (Evertszoon), appelée ultérieurement Éverard ou Everaerts.
La famille Everaerts, ou Evrard  dont il est ici question est une famille originaire de Gand

## Famille
- Lievin Everaerts, chevalier, natif de Gand (ex matre Wychuys)[2], conseiller au Conseil de Flandre, puis au Grand Conseil de Malines, mourut le 29 décembre 1574[3],[4],[5].
- Clara Everaerts, (+ 1575) portant elle aussi les armes décrites ci-dessous, fut élue abbesse en 1540 de l'abbaye cistercienne de Swyvecque.
- Jean Everaerts, conseiller[De quoi ?]
- Remy Everaert, seigneur de Heynsbrouck, allié à dame Anne Staes, conseiller-commissaire au Conseil de Flandre[6].

## Armorial
Armorial
|  | Variante 1 : de gueules au chef d'argent chargé de trois losanges accolés de gueules surchargés chacun d'une étoile d'argent. Cimier : un buste de jeune homme habillé d'argent au rabat de gueules. Tortil d'azur |

|  | Variante 2 : de gueules au chef d'argent chargé de trois losanges accolés de gueules surchargés chacun d'une molette d'argent. Cimier : un buste de jeune homme habillé d'argent au rabat de gueules. Tortil d'azur |

|  | Variante 3, notamment portée par Liévin, conseiller au Grand Conseil de Malines : de gueules au chef d'argent chargé de trois losanges accolés de gueules surchargés chacun d'une croix alésée d'argent. Cimier : un buste de jeune homme habillé d'argent au rabat de gueules. Tortil d'azur |